# Lysis (Pythagoreer)
Lysis (altgriechisch Λῦσις Lýsis) war ein antiker griechischer Pythagoreer und Lehrer des thebanischen Staatsmanns Epaminondas. Er lebte im 5. und frühen 4. Jahrhundert v. Chr.

## Leben
Lysis stammte aus der griechischen Kolonie Tarent in Apulien (Süditalien). Die in den griechischen Städten Süditaliens verbreitete Gemeinschaft der Pythagoreer, der er angehörte, war damals wegen ihres Eingreifens in die Politik sehr umstritten und in mehreren Städten heftigen Angriffen ausgesetzt. Der Philosoph Aristoxenos berichtet, dass Gegner der Pythagoreer deren Versammlungshaus in Kroton in Kalabrien in Brand steckten; dabei sollen alle dort versammelten Pythagoreer außer zweien – dem damals noch jugendlichen Lysis und Archippos von Tarent – ums Leben gekommen sein. Jedenfalls wurden die Pythagoreer stark geschwächt und konnten sich für einige Zeit nicht mehr als politische Kraft behaupten. Diese Unruhen werden gewöhnlich um die Mitte des 5. Jahrhunderts datiert, doch wird auch Spätdatierung (zwischen 440 und 415) erwogen. Unter den Pythagoreern, die daraufhin nach Griechenland auswanderten, war Lysis.
Dass Lysis sich in Theben niederließ und dort den jungen Epaminondas, der später zu einem der führenden Staatsmänner Griechenlands aufstieg, unterrichtete, geht aus glaubwürdigen Berichten hervor. Inwieweit Epaminondas dabei pythagoreisches Gedankengut aufnahm und sich später davon beeinflussen ließ, ist allerdings schwer festzustellen. Einer von Plutarch mitgeteilten Überlieferung zufolge verbrachte Lysis seinen Lebensabend im Hause von Epaminondas’ Vater Polymnis und wurde dort bis zu seinem Tod gepflegt und von den Kindern des Polymnis als Vater angeredet.
Der Neuplatoniker und Neupythagoreer Iamblichos von Chalkis erzählt eine Anekdote, wonach Lysis Verabredungen so gewissenhaft einhielt, dass er einmal einen Tag und eine Nacht lang beim Tempel der Hera auf einen Pythagoreer wartete, der die Abmachung vergessen hatte.

## Lysisbrief
Sicher unecht ist der in der Antike populäre „Lysisbrief“, den Lysis angeblich an den Pythagoreer Hipparchos richtete. Es handelt sich um einen der pseudepigraphen angeblichen Pythagoreerbriefe, die in der römischen Kaiserzeit verbreitet waren. Der Lysisbrief fordert den fiktiven Empfänger zur Geheimhaltung philosophischer Lehren auf.
Im Jahr 1499 erschien die erste Edition bei Aldus Manutius in Venedig. Schon im 15. Jahrhundert hatte Kardinal Bessarion den Brief ins Lateinische übersetzt. Im 16. Jahrhundert folgten weitere lateinische Übersetzungen von Philipp Melanchthon und Nikolaus Kopernikus. Kopernikus ließ sich von dem antiken Text in seiner Zurückhaltung hinsichtlich der Veröffentlichung seiner eigenen Erkenntnisse bestärken. Eine deutsche Übersetzung fertigte Matthias Claudius an.